# Deuxième hôtel du Parlement à Québec
Le deuxième hôtel du Parlement à Québec est un édifice ayant abrité le Parlement de la province du Canada entre 1860 et 1866 puis le Parlement du Québec entre 1867 et 1883.

## Historique

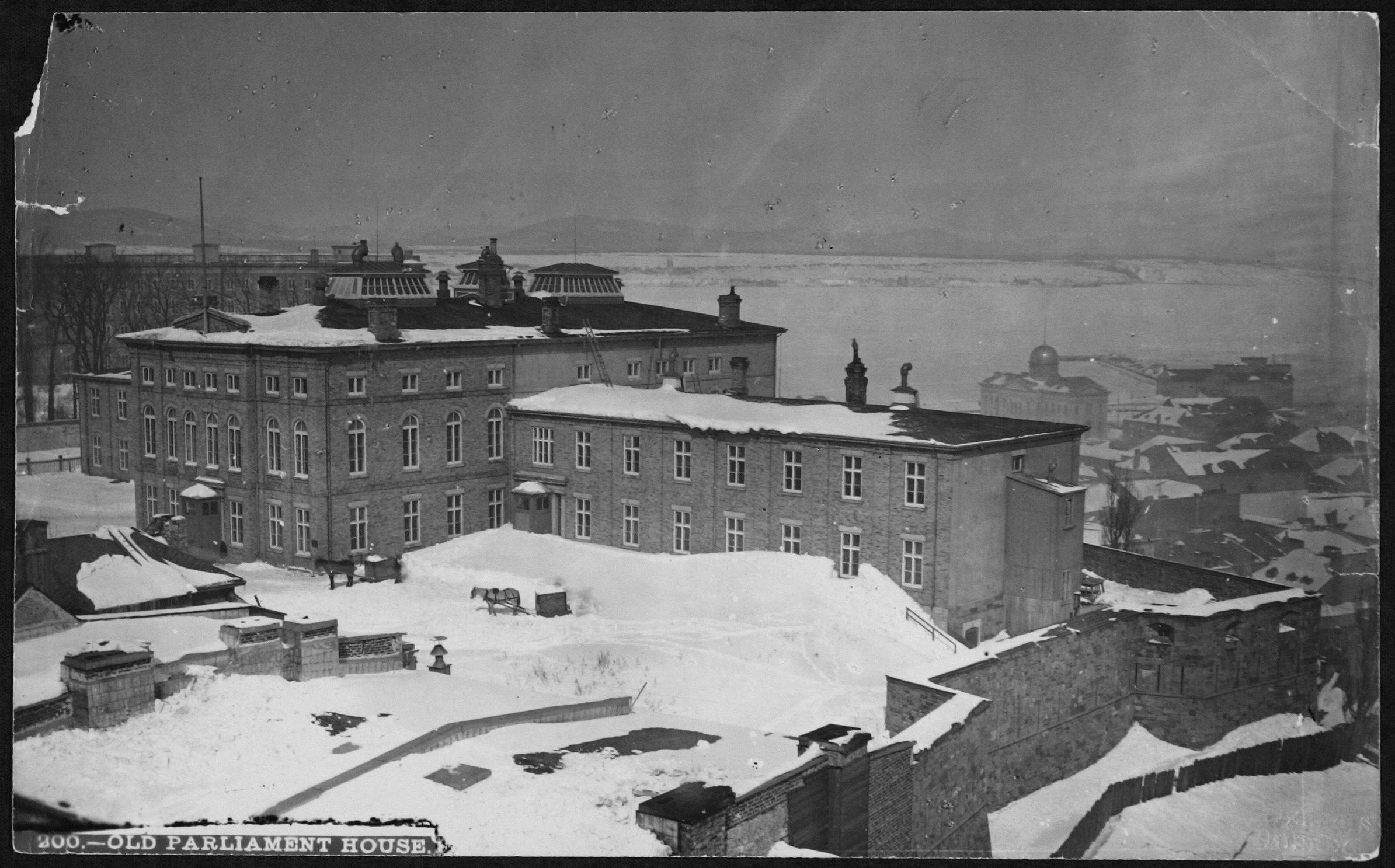
Photographie de l'édifice vers 1880 en hiver.

Après l'incendie du premier hôtel du Parlement à Québec en 1854, l'Assemblée législative est temporairement relogée à l'Académie de musique de la rue Saint-Louis tandis que le Conseil législatif siège dans le palais de justice. 
En 1857, la reine Victoria choisit Ottawa comme nouvelle capitale du Canada. Néanmoins, le Parlement est divisé sur la question et Québec restera capitale encore quelques années. En 1859, le gouvernement crée un contrat pour la construction d'un édifice parlementaire à Québec en attendant la fin des travaux de la colline du Parlement d'Ottawa. Le projet est confié aux entrepreneurs Elliott et Melville d'après les plans de Frederick Preston Rubidge. La première pierre est posée en juillet de la même année. La 3e session de la 6e législature de la province du Canada s'ouvre dans le nouvel édifice le 28 février 1860.

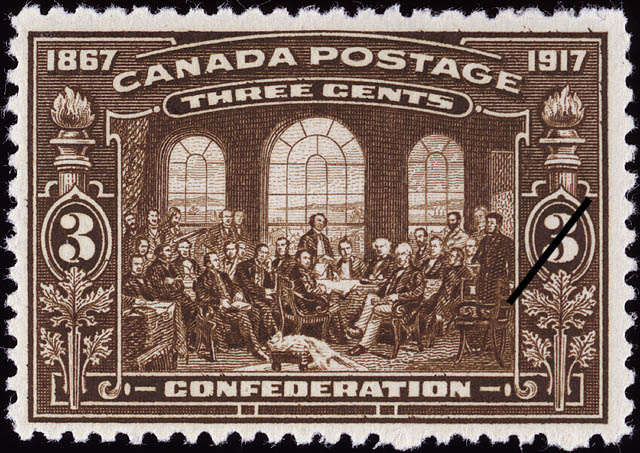
Le tableau Les Pères de la Confédération de Robert Harris (1884) a immortalisé l'intérieur du deuxième hôtel du Parlement.

En 1864, la Conférence de Québec portant sur la confédération canadienne s'y déroule.
Le Parlement est transféré à Ottawa en 1866. L'édifice ne sera pas longtemps laissé vacant puisque le parlement de la nouvelle province de Québec y emménage.
Cependant, le gouvernement québécois est à l'étroit et débute la construction de l'hôtel du Parlement du Québec. Les travaux du nouvel hôtel sont avancés quand, le 19 avril 1883, l'édifice du deuxième parlement est victime d'un incendie.
Le site est laissé en ruines jusqu'en 1893. Le gouvernement du Canada en fait la location à la Ville de Québec qui crée ensuite le parc Frontenac, devenu aujourd'hui le parc Montmorency.